# Wim Vansevenant
Wim Vansevenant (* 23. Dezember 1971 in Diksmuide, Belgien) ist ein belgischer Radrennfahrer. Er ist Rekordträger der Roten Laterne bei der Tour de France.

## Karriere
Vansevenant begann seine Profikarriere 1995 beim Team Vlaanderen 2002. Dort fuhr er bis zu seinem Wechsel zu Collstrop-De Federale Verzekeringen im Jahr 1999. Danach fuhr er jeweils für ein Jahr bei TVM-Farm Frites, Mercury und Palmans-Collstrop. Seit 2003 fuhr er für das belgische Team Lotto-Domo bzw. Davitamon-Lotto bzw. Predictor-Lotto bzw. Silence-Lotto.
Im April 1997 wurde bei Vansevenant ein zu hoher Hämatokritwert festgestellt, was als Indiz für eine mögliche Verwendung von Erythropoetin als Dopingmittel gelten kann, aber keinen Beweis hierfür darstellt.
Er nahm sechsmal an einer Grand Tour teil. 2000 fuhr er den Giro d’Italia, in den Jahren 2004 bis 2008 die Tour de France.
Bei der Tour de France wurde er 2005 Vorletzter. In den Jahren 2006, 2007 und 2008 erreichte er das Ziel als Letzter des Gesamtklassements („Rote Laterne“). Er ist der Einzige in über 100 Jahren Tour-de-France-Geschichte, dem es gelang, dreimal die Rote Laterne zu erringen. Aufgrund schwerer Dopingvorwürfe gegen die Führenden der Tour de France im Jahre 2007 wurde er scherzhaft als neuer Träger des Gelben Trikots vorgeschlagen. Dies rührte aus dem Gedanken, dass Vansevenant als Letzter des Feldes wohl am ehesten auf Doping verzichtet hatte. Er selbst zeigte sich oftmals stolz auf diesen Rekord und sagte öffentlich, dass dieser Titel ebenso schwer zu erreichen und in späteren Jahren verewigt sei wie das Gelbe Trikot, welches ihm persönlich aber zu viel Druck bereiten würde. Und wer wolle schon mit den Leuten im Mittelfeld reden? Da sei der Letzte doch viel interessanter. Er wurde tatsächlich ein beliebter Interview-Partner und gelangte so zu Popularität.
2008 beendete er seine aktive Karriere.
Im Juli 2011 sollte er für sein früheres Team Omega Pharma-Lotto bei der Tour de France als Betreuer von VIP-Gästen arbeiten, aber als bekannt wurde, dass ein an Vansevenant adressiertes Paket mit Dopingpräparaten abgefangen worden war und Ermittlungen eingeleitet worden waren, wurde die Zusammenarbeit sofort beendet.

## Erfolge
1996
- eine Etappe Tour du Vaucluse